# 崔永安
崔永安（1858年—？），字書孫，号磐石，廣州駐防漢軍正白旗人，清朝政治人物。
光緒五年（1879年）廣東鄉試舉人。次年聯捷庚辰科進士；同年五月，改翰林院庶吉士。光緒九年，任翰林院編修、協辦院事、本衙門撰文。次年，任功臣館纂修官。光緒十一年，改國史館協修官。光緒十二年，任玉牒館纂修官。光緒十四年，兼功臣館總纂官、奏辦院事、庶常館提調官、廣西鄉試副考。光緒十五年，任會典館詳校官，次年改方略館協修官。光緒二十二年，任會典館幫總校官。次年改鄉試磨勘官。光緒二十四年，任會典館總校官、功臣館提調官、國子監司業。光緒二十五年，升任翰林院侍講、翰林院侍讀。光緒二十五年，任文淵閣校理官。
光緒二十六年（1900年），任國史館纂修官、功臣館總纂官，出爲山東運河道。光緒二十八年，任浙江杭嘉湖道；委署浙江按察使。光緒二十九年，委署浙江布政使。次年，委署浙江鹽運使。光緒三十一年，任浙江督糧道。三十二年，改浙江鹽運使。光緒三十三年，任浙江按察使。光緒三十四年，任直隸布政使。
宣統元年（1909年），暫護直隸總督兼北洋大臣兼管長蘆鹽政。

## 家庭
- 曾祖崔岱；
- 祖父崔廣文，嘉庆己卯举人；
- 父崔華；
- 妻子杨氏。